# Michael Klein (Manager)
Michael Stuart Klein (* 12. November 1963) ist ein amerikanischer Investmentbanker, Manager und Mitglied des Verwaltungsrats der Credit Suisse. Bis 2008 war er Vorstandsvorsitzender der Institutional Clients Group sowie gleichzeitig Vize-Vorstandsvorsitzender der amerikanischen Großbank Citigroup.

## Biografie

### Ausbildung
Michael Stuart Klein wurde am 12. November 1963 als Sohn von Barry Klein und Leah S. (Gordon) Klein geboren. Sein Vater gründete Newbrook Capital.
Klein schloss 1985 seine Studien in Wirtschaftswissenschaften (Finance and Accounting) an der Wharton School an der University of Pennsylvania mit Auszeichnung (cum laude) ab. Einen weiteren Abschluss hat er von der Harvard University.

### Werdegang
Von 1985 bis 2008 arbeitete er bei Citigroup als Vice Chairman, Chairman Institutional Clients Group, Chairman & Co-CEO Markets & Banking, Co-President Markets & Banking, CEO Global Banking, CEO Markets and Banking EMEA sowie in weiteren Führungspositionen: Von 1985 bis 1997 arbeitete er in der Fusions- und Akquisitionsgruppe bei Salomon Brothers, einer amerikanischen Investmentbank, die von der heutigen Citigroup gekauft wurde.
Anfang 1999 leitete Klein den Ausbau des europäischen Investment-Banking-Geschäfts. Ein wichtiger Schritt in dieser Entwicklung war die Fusion der europäischen Aktivitäten von Salomon Smith Barney mit Schroders, einer führenden britischen und europäischen Handelsbank, im Mai 2000. Von 2000 bis 2003 war er Chief Executive Officer der Citigroup Corporation & Investment Bank und Co-Leiter der Division Global Investment Banking Salomon Smith Barney der Citigroup. Von 2003 bis 2004 war er als Chief Executive Officer zuständig für den Bereich Global Corporation & Investment Bank EMEA bei der Citigroup, Incorporated in New York. Von 2004 bis 2006 war er stellvertretender Vorsitzender der Citigroup International PLC sowie Chief Executive Officer Global Banking.
Er war 2006 maßgeblich an der Ankündigung von Citi beteiligt, über einen Zeitraum von 10 Jahren ein Multi-Milliarden-Dollar-Engagement zur Bekämpfung des globalen Klimawandels durch Investitionen, Finanzierungen und damit verbundene Aktivitäten einzugehen. 2007 amtete er als Vorsitzender Global Corporation & Investment Banking Group. Von 2007 bis 2008 war er Co-Vorsitzender sowie Co-CEO Citi Markets & Banking. 2008 war er Vorsitzender der Citi Institutional Clients Group. Klein hat das Unternehmen auch bei Akquisitionen, Desinvestitionen und Kapitalbeschaffungen beraten.
Seit 2010 ist er Managing Partner bei M Klein & Company. Seit April 2018 ist er Mitglied des Risk Committee bei der Credit Suisse.

## Sonstige Aktivitäten und Funktionen
Klein ist Mitglied des Harvard Global Advisory Council, Mitglied des Investment Advisory Board des World Food Programme und Mitglied des Peterson Institute for International Economics.
Klein war Mitglied des Aufsichtsrats der Thyssen Bornemisza Group. Zudem war er Mitglied des internationalen Rates Belfer Center.

## Persönliches
Klein heiratete am 16. Januar 1999 Beth Robin Neckman und ist Vater zweier Kinder.